# Давидо-Микільська сільська рада
Давидо-Микільська сільська рада — сільська рада у Краснодонському районі Луганської області з адміністративним центром у селі Давидо-Микільське.
Сільській раді підпорядковані також села Водоток, Іванівка і Пантеліївка.
Адреса сільської ради: 94460, Луганська обл., Краснодонський р-н, с. Давидо-Микільське, вул. Комсомольська, 1а.

## Населені пункти
Населені пункти, що відносяться до Давидо-Микільської сільської ради.
| № | Назва             | Тип  | Рік заснування | Площа км² | Населення (2001), ос. |
| - | ----------------- | ---- | -------------- | --------- | --------------------- |
| 1 | Давидо-Микільське | село | 1860           | 4         | 873                   |
| 2 | Водоток           | село | 1956           | 1,699     | 67                    |
| 3 | Іванівка          | село | 1833           | 2         | 211                   |
| 4 | Пантеліївка       | село | 1956           | 4,84      | 0                     |

## Керівний склад попередніх скликань
| ПІБ                    | Основні відомості                                                                     | Дата обрання | Дата звільнення |
| ---------------------- | ------------------------------------------------------------------------------------- | ------------ | --------------- |
| Лисенко Іван Семенович | Сільський голова, 1962 року народження, освіта незакінчена вища, член Партії регіонів | 31.10.2010   |                 |
| Лисенко Іван Семенович | Сільський голова, 1962 року народження, освіта незакінчена вища, безпартійний         | 26.03.2006   | 31.10.2010      |

Примітка: таблиця складена за даними джерела 